# Kleinanlegerschutzgesetz
Das Kleinanlegerschutzgesetz ist ein deutsches Artikelgesetz, mit dem insbesondere das Vermögensanlagengesetz geändert wird und das den Schutz von Privatpersonen bei Geldanlagen auf dem Grauen Kapitalmarkt bezweckt.
Das Gesetz erweitert sowohl das Vermögensanlagengesetz  (VermAnlG) als auch die Aufsichtsbefugnisse der Bundesanstalt für Finanzdienstleistungsaufsicht.
Im Vermögensanlagengesetz wurden einige Befreiungen – zum Beispiel für Schwarmfinanzierungen in § 2a, eine Obergrenze für Privatpersonen, aber auch Verschärfungen für die Anbieter geschaffen. Im Grundsatz gilt, dass ein Wertpapierprospekt von öffentlich angebotenen Vermögensanlagen, welche unter § 1 Abs. 2 VermAnlG fallen, erstellt werden muss. Bei privilegierten Vermögensanlagen (§ 2a Abs. 1 VermAnlG, partiarische Darlehen § 1 Abs. 2 Nr. 3, Nachrangdarlehen § 1 Abs. 2 Nr. 4 und „sonstige Anlagen welche ...“ § 1 Abs. 2 Nr. 7) gilt die Prospektpflicht erst ab einer Fundingsumme von 6 Millionen Euro und wenn der Vertrieb im Wege einer Anlageberatung oder Anlagevermittlung durch eine Dienstleistungsplattform stattgefunden hat.
Crowdinvestingplattformen äußerten sich kritisch zu diesem Gesetz, da v. a. durch die Selbstauskunft und die Obergrenze von 1000 Euro  gemäß § 2a Abs. 3 VermAnlG für Privatpersonen künftig viele Fundings in Deutschland erschwert werden oder wegfallen. Das Gesetz stelle eine Bevormundung des Bürgers dar. Der Bundesverband Crowdfunding (BVCF) zog nach einem Jahr Kleinanlegerschutzgesetz eine erste Bilanz. Das Fazit des Verbandes fiel gemischt aus: Zwar wurde für mehr Transparenz am Grauen Markt gesorgt und der Verbraucherschutz gestärkt, aber Restriktionen bei Finanzierungsinstrumenten und Finanzierungssumme schränken die Anbieterplattformen von Crowdfunding ein.